# Contrat synallagmatique
En droit, un contrat synallagmatique (du grec ancien : συνάλλαγμα / sunállagma, signifiant « mise en relation » ou « échange mutuel ») est une convention par laquelle les parties s'obligent réciproquement l'une envers l'autre (article 1106 du Code civil français, articles 82 et suivants du Code des obligations suisse, article 5.6 al 1er du Code civil belge). On peut aussi parler de contrat bilatéral ou multilatéral.
Le premier alinéa de l'article 1102 ancien du Code civil français disposait que « Le contrat est synallagmatique lorsque les contractants s'obligent réciproquement les uns envers les autres. »
Le contrat synallagmatique s'oppose ainsi au contrat unilatéral qui ne fait naître des obligations qu'à la charge d'une seule partie, comme une donation. 
Certains contrats synallagmatiques sont qualifiés d'« imparfait », quand dans une première phase ils présentent les caractères d'un engagement unilatéral, mais quand leur exécution ultérieure engendre des obligations réciproques.

## Exemple de contrat synallagmatique
Le modèle classique du contrat synallagmatique est la vente dans laquelle une partie (l'acheteur) s'oblige à payer le prix à une autre (le vendeur), qui s'oblige de son côté à transférer la propriété de la chose.

## Notions juridiques associées
En termes causalistes, on affirme classiquement que dans le cadre d'un contrat synallagmatique, la cause de l'obligation d'un contractant est l'obligation de l'autre, et réciproquement. Cette vision permet de considérer comme nul tout engagement non causé, c’est-à-dire ne possédant pas de justification juridique ; comme le contrat nommé de vente ne prévoyant pas de transfert de propriété en échange du paiement. Dans ce cas, le juge peut être amené à requalifier le contrat afin de découvrir sa vraie nature (en l'occurrence, une libéralité) ou plus radicalement il peut constater la nullité du contradictoire.
D'autres conceptions, plus subjectives, amènent à considérer la cause en tant que concrète, la faisant résider dans ce qui a effectivement déterminé la partie à contracter. Ceci permet au juge d'écarter les contrats dont la cause est illicite. 
Ce type de contrat est naturellement doté de l'exception d'inexécution et soumis à la théorie des risques.

## En droit québécois
Le contrat synallagmatique est défini à l'article 1380 (1) du Code civil du Québec : « Le contrat est synallagmatique ou bilatéral lorsque les parties s’obligent réciproquement, de manière que l’obligation de chacune d’elles soit corrélative à l’obligation de l’autre. »